# جيمس أرمسترونغ
جيمس أرمسترونغ (بالإنجليزية: James Armstrong)‏ (10 أكتوبر 1892 في المملكة المتحدة - 1 يناير 1966) هو لاعب كرة قدم بريطاني (وحمل سابقاً جنسية المملكة المتحدة لبريطانيا العظمى وأيرلندا) في مركز الهجوم. لعب مع شيفيلد وينزداي ونادي بورتسموث.